# 馬息嶺
馬息嶺（：／ Mashingnyŏng）位於朝鮮江原道文川市與法洞郡之間。海拔768米。因山脈高聳，旅途勞頓，途經的馬匹需要休息，故而得名。它是連接元山和平壤等城市的通道之一。
山嶺中植被豐茂，椴木、柞木、樺木、松木等形成茂密的森林。2012年開始興建馬息嶺滑雪場。